# Sama Foulala
Sama Foulala è un comune rurale del Mali facente parte del circondario di Ségou, nella regione omonima.
Il comune è composto da 8 nuclei abitati:
- Diado
- Diambougou
- Dongon-Bamana
- Dongon-Wèrè
- Doni
- Mamouroula
- Sama Foulala
- Sama Markala